# Leptodactylus bolivianus
Leptodactylus bolivianus là một loài ếch trong họ Leptodactylidae. Tên gọi bản địa của nó là sapo-rana boliviano ("Bolivian toad-frog").
Nó được tìm thấy ở Bolivia, Brasil, Colombia, Costa Rica, Ecuador, Guyane thuộc Pháp, Guyana, Nicaragua, Panama, Peru, Suriname, Trinidad và Tobago, và Venezuela. Các môi trường sống tự nhiên của chúng là các khu rừng khô nhiệt đới hoặc cận nhiệt đới, rừng ẩm đất thấp nhiệt đới hoặc cận nhiệt đới, đồng cỏ nhiệt đới hoặc cận nhiệt đới vùng ngập nước hoặc lụt theo mùa, sông, sông có nước theo mùa, đất ngập nước với cây bụi là chủ yếu, đầm nước, đầm nước ngọt, đầm nước ngọt có nước theo mùa, đất canh tác, vùng đồng cỏ, các đồn điền, vườn nông thôn, các vùng đô thị, các khu rừng trước đây bị suy thoái nặng nề, ao, ao nuôi trồng thủy sản, khu vực xử lý nước thải, đất có tưới tiêu, đất nông nghiệp có lụt theo mùa, và kênh đào và mương rãnh. Nó không được xem là bị đe dọa theo IUCN.

## Hình ảnh

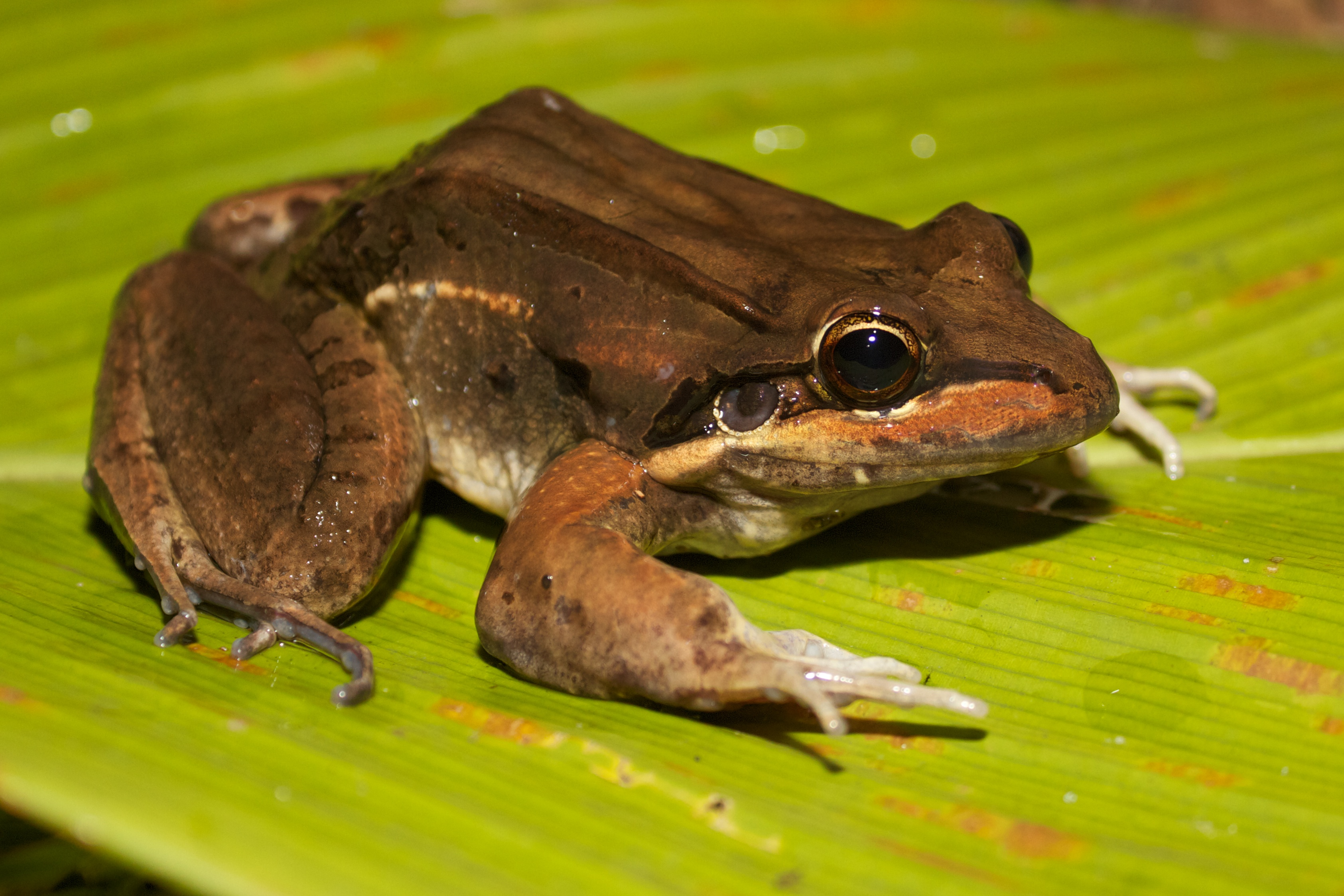
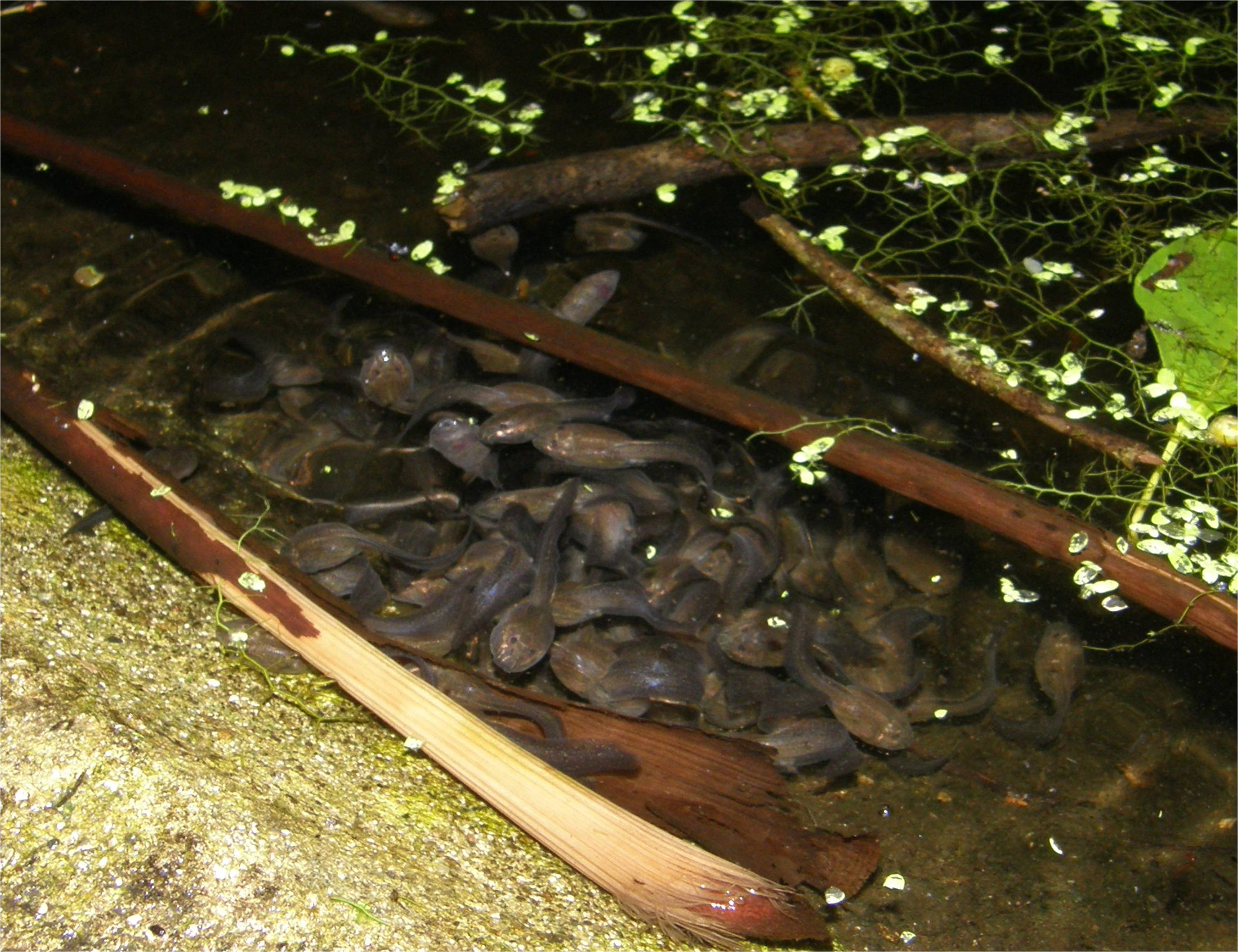
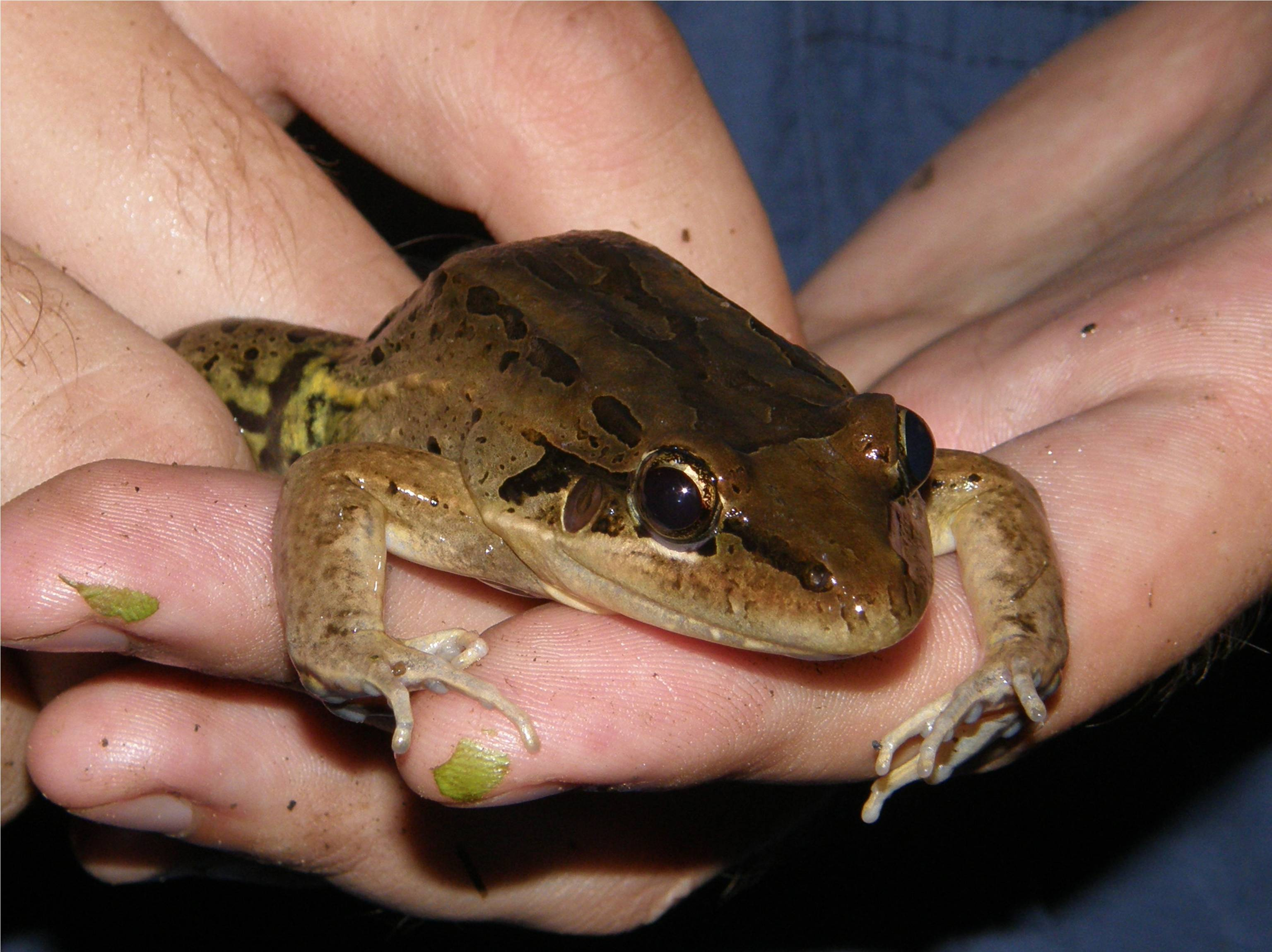